# Perote (cidade)
Perote é uma cidade mexicana, capital do município homónimo, localizada no Estado de Veracruz.